# Božena von Böhmen

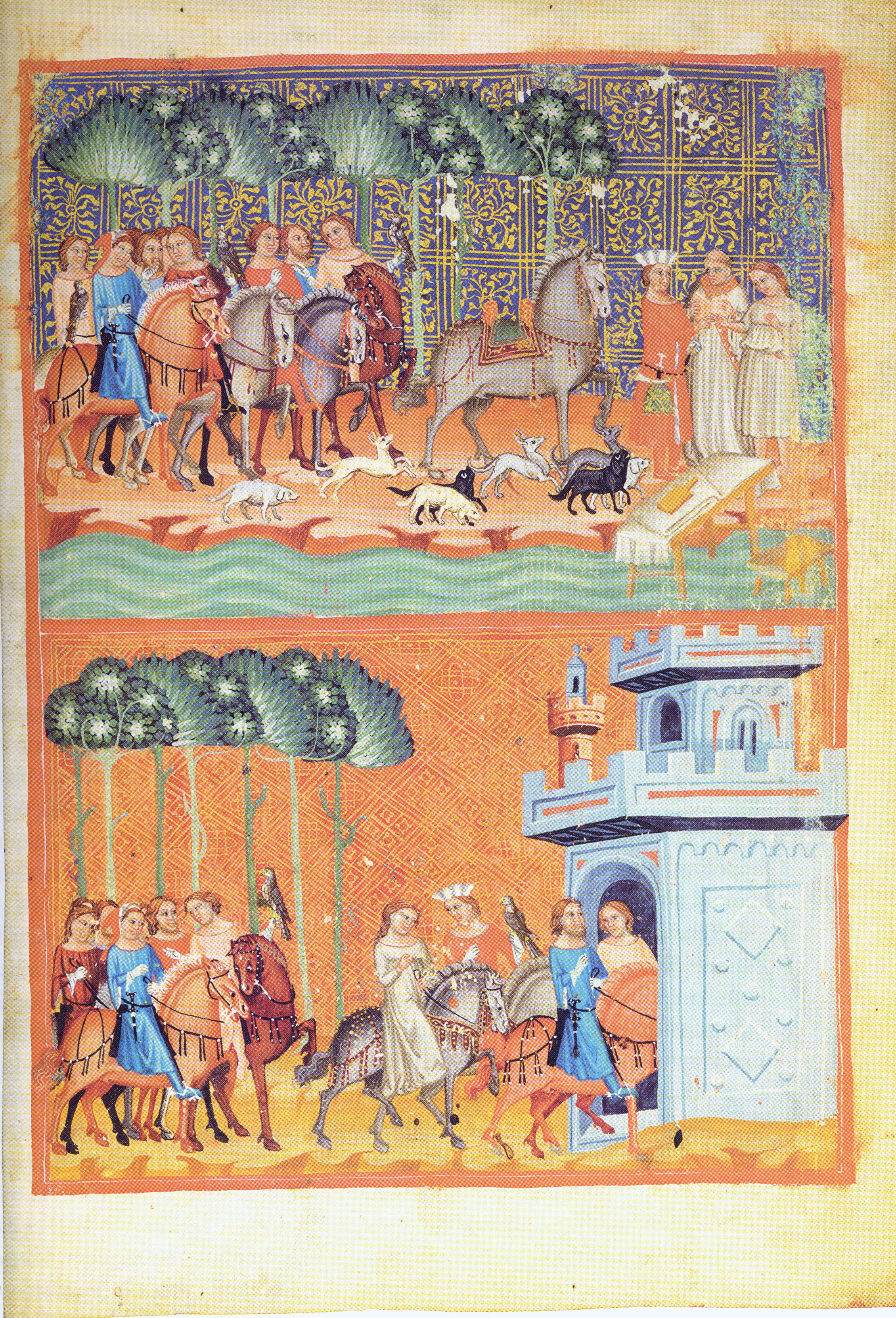
Oldřich und Božena in der Chronik des Dalimil, lateinische Übersetzung, 14. Jahrhundert. Das obere Bild zeigt die Wäsche-Szene, im unteren führt der Herzog Božena in seine Burg.

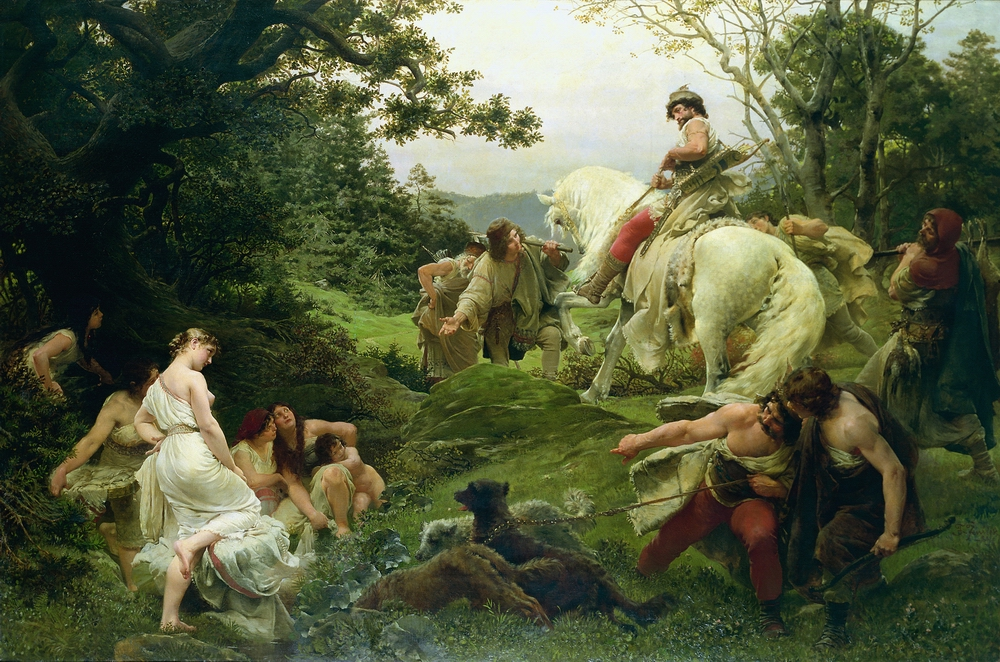
Oldřich und Božena – Monumentalgemälde von František Ženíšek

Božena von Böhmen († um 1052) war eine Bauerntochter und die zweite Frau des böhmischen Herzogs Oldřich.

## Leben
Božena, eine Frau bäuerlicher Herkunft, wurde durch eine Legende bekannt, die der böhmische Chronist Cosmas von Prag in seinem Geschichtswerk, der Chronica Boemorum, verzeichnete: Der junge und in erster Ehe verheiratete Oldřich traf bei einer Jagd auf die Bauerntochter Božena, die gerade ihre Wäsche wusch. Seine erste Ehe war bislang kinderlos geblieben. Er brach die Jagd ab und kehrte mit dem Mädchen nach Prag zurück, wo sie ihm um 1005 den unehelichen Sohn und späteren Erben Bretislaus gebar. Die legendenhafte und romantisch verklärte Begegnung der beiden fand Eingang in die Kulturgeschichte und wurde ein populäres Motiv in literarischen, bildnerischen und musikalischen Werken.
Herzog Oldřich heiratete Božena ohne die erste Ehe auszulösen, der Standesunterschied wegen ihrer Herkunft war zudem beträchtlich. Ihr Sohn, der ab 1035 böhmischer Herzog war, heiratete später die Adelige Judith von Schweinfurt.

## Rezeption
In der tschechischen Minderstadt Peruc gibt es die sogenannte „Oldřichs Eiche“, bei der die Begegnung von Oldřich und Božena stattgefunden haben soll. Die Stieleiche (Quercus robur) ist an die 1000 Jahre alt und hat bei einem Umfang von über acht Metern eine Höhe von 30 Metern. Der Baum ist ein Ausflugsziel.
- Die Chronik des Dalimil, 14. Jahrhundert
- Oldřich a Božena. – populäres Gedicht von Josef Jungmann, 1806 (Volltext auf Wikisource)
- Oldřich a Božena. – Oper von František Škroup, uraufgeführt 1828.
- Oldřich a Božena. – Ouvertüre zu einem Marionettenspiel von Bedřich Smetana, 1863.
- Oldřich a Božena. – Monumentalgemälde von František Ženíšek, 1884, das auch als farbige Reproduktion verbreitet war.
- Oldřich a Božena. – Film von Otakar Vávra, 1984.

| Personendaten    | Personendaten                                                          |
| ---------------- | ---------------------------------------------------------------------- |
| NAME             | Božena von Böhmen                                                      |
| KURZBESCHREIBUNG | böhmische Bauerntochter und zweite Frau des böhmischen Herzogs Oldřich |
| GEBURTSDATUM     | 10. Jahrhundert                                                        |
| STERBEDATUM      | um 1052                                                                |